# Гагарин, Семён Иванович
Князь Гагарин Семён Иванович (ок. 1690 — ?) — государственный и военный деятель, казанский, а позже нижегородский вице-губернатор, совмещал последнюю должность с должностью губернатора Нижегородской губернии.

## Биография
Происходит из древнего княжеского рода — Гагариных. С юных лет участвовал в военных сражениях, одним из которых стала Северная война. Совместно с дальним родственником, сибирским губернатором Гагариным Матвеем Петровичем, и стольником Плещеевым Герасимом Дмитриевичем, руководил отправкой в Сибирь шведских военнопленных. В конце 1720-х годов уходит в отставку. По поручению правительство изымал в государственную казну имения воровавших чиновников. Руководил следствием над нижегородским губернатором — Ржевским Юрием Алексеевичем, а позже конфисковал его имущество.
В 1730 году, на фоне политической борьбы Верховного Тайного совета и курляндской герцогини Анны Иоанновны, безоговорочно вступает на сторону второй и подписывает прошение от дворянства. Благодаря этому князь получает карьерный рост.
В 1735 году его назначают казанским губернатором. 7 июля 1740 года его переводят на должность нижегородского вице-губернатора, совмещая её с должностью губернатора, всё той же нижегородской губернии.
Будучи уже старым и немощным, из Петербурга ему присылают помощника — полковника Никиту Петровича Астафьева, который тоже не успевал выполнять дела. В канцелярских делах Нижегородской губернии стала полная неразбериха. Дела решались долгими годами, даже самые простые.
В феврале 1742 года в Петербурге, видя, что никто не может справится с хаосом Нижегородской губернии, назначают губернатором — старого, но бодрого Друцкого, оставив Гагарина в вице-губернаторах.